# LibHaru
libHaru est une bibliothèque logicielle libre qui permet de créer des fichiers PDF. Elle propose une interface pour plusieurs langages :
- C
- C#[2]
- Delphi
- FreeBasic
- Free Pascal
- Python
- Ruby
- Visual Basic
- PHP
- Perl

Lorsque vous l'utilisez en tant que bibliothèque statique, elle peut être utilisée par C et C++. Mais lorsque vous l'utilisez en tant que bibliothèque partagée, elle peut être utilisée par de nombreux langages de développement qui supportent les bibliothèques partagées.